# Pietro Lo Monaco
Pietro Lo Monaco (Torre Annunziata, 21 ottobre 1954) è un dirigente sportivo, allenatore di calcio ed ex calciatore italiano, di ruolo centrocampista.

## Biografia
È zio di Eleonora Abbagnato, étoile dell'Opéra di Parigi, figlia di sua sorella e moglie dell'ex calciatore Federico Balzaretti. Suo padre è stato un calciatore della Sampierdarenese.

## Carriera

### Giocatore
Ha giocato come centrocampista militando nel Canicattì, nel Savoia, nel Vittoria e nel Messina in Serie C, nel Giarre e in svariate altre squadre professionistiche senza mai esordire nelle categorie superiori.

### Allenatore
È stato giocatore e allenatore dell'Igea Virtus nel Campionato Interregionale 1982-1983, subentrato alla 19ª giornata ad Alfredo Ciannameo.
Nel 1989-1990 è al Ragusa, sostituito alla 14ª da Guido De Maria.
Successivamente è stato allenatore in diverse società professionistiche di categoria inferiore fino ad allenare la Rappresentativa Siciliana.

### Dirigente sportivo

#### Savoia, Reggina e Udinese
In seguito, dopo il suo ritiro dal calcio giocato, è stato Direttore Tecnico del Savoia in Serie C2 per due stagioni. Subito dopo ha iniziato una collaborazione nella veste di osservatore per diverse squadre fra cui la Reggina e poi l'Udinese.
Dopo un anno come semplice osservatore è diventato capo dell'organizzazione di osservatori dei bianconeri, cominciando a costruire insieme al presidente Giampaolo Pozzo un vivaio e una struttura organizzativa che avrebbe portato poi l'Udinese ai vertici della massima serie. Molti giocatori acquistati a basso prezzo sono stati rivenduti a quotazioni alte, ottenendo delle alte plusvalenze.
Brescia
Dal 1999 al 2001 è direttore generale del Brescia

#### Acireale e Catania
Ha ottenuto la promozione con l'Acireale (dalla Serie C2 alla Serie C1) e con il Catania (dalla Serie B alla Serie A nella stagione 2005-2006).
Ha presentato le dimissioni dalla carica di amministratore delegato della formazione rossazzurra all'inizio della stagione 2007-2008, ma il presidente del Catania Antonino Pulvirenti le ha respinte.
All'inizio del Campionato 2008-2009, in seguito a polemiche dopo la partita contro l'Inter, fu autore di un duro attacco verbale contro Mourinho, allora allenatore della formazione milanese, sostenendo che questi fosse "semplicemente uno da prendere a bastonate nei denti", affronto cui il Portoghese, qualche giorno più tardi, rispose "Che Monaco? Del Tibet? Io conosco Monaco di Tibet, Monaco di Montecarlo, Bayern Monaco, Gran Prix di Monaco… Se qualche Monaco vuole essere conosciuto perchè parla di me, mi deve pagare."
In occasione del Golden Gol 2009 tenutosi a Sorrento, Lo Monaco è stato premiato come miglior dirigente della stagione, insieme a Pietro Leonardi, allora dirigente dell'Udinese.
Tra le sue scoperte si citano Juan Manuel Vargas, ceduto alla Fiorentina nel 2008 per una cifra vicina ai 13 milioni di euro e Jorge Andrés Martínez, ceduto alla Juventus per una cifra pari a 12 milioni di euro il 18 giugno 2010, plusvalenze importanti per la società etnea. Circa un anno dopo, il 21 luglio 2011, Lo Monaco rassegna ufficialmente le dimissioni da Amministratore Delegato della società etnea per via di alcuni dissidi con il presidente Antonino Pulvirenti.
Il 26 luglio 2011, in una conferenza stampa, il presidente Antonino Pulvirenti dichiara di aver respinto le dimissioni di Lo Monaco e di aver superato ogni forma di dissidio, annunciando di fatto la continuazione della collaborazione professionale.
Il 23 aprile 2012, in una conferenza stampa attacca il presidente Pulvirenti e annuncia la fine del suo incarico al Catania dal 30 giugno.

#### Genoa
Il 31 maggio 2012 diventa General Manager del Genoa. La presentazione ai media avviene il giorno successivo durante una conferenza stampa.
Dopo pochi giorni, il 12 giugno 2012 Lo Monaco acquisisce la proprietà del Messina.
Il 1º agosto seguente lascia l'incarico di General Manager del Genoa con dimissioni irrevocabili a causa di alcuni dissidi con il presidente Enrico Preziosi.

#### Palermo
Il 27 settembre 2012, durante una conferenza stampa tenutasi presso lo stadio Renzo Barbera, il presidente del Palermo Maurizio Zamparini rende Pietro Lo Monaco amministratore delegato della società. Il 30 novembre successivo si è fatto portavoce di Zamparini per quanto riguarda la collaborazione fra la Triestina e la società rosanero con effetto immediato e fino alla stagione 2014-2015; l'accordo avrebbe previsto la messa a disposizione di risorse in termini di elementi funzionali al progetto, in particolare gli elementi della formazione Primavera, con l'obiettivo di ottenere l'accesso ai campionati professionistici nel breve periodo e il successivo ingresso di Zamparini stesso nella società alabardata seguito di un periodo di affiancamento; a inizio 2014 questa prospettiva è poi tramontata.
Il 18 gennaio 2013 è stato eletto consigliere della Lega Serie A.
Distintosi per la scelta di multare i calciatori che venivano espulsi o per quella di sospendere gli emolumenti a Egidio Arévalo Rios, che non si presentò agli allenamenti per la preparazione post-Capodanno, rassegna le dimissioni da amministratore delegato della società a seguito dell'esonero di Gian Piero Gasperini dalla guida tecnica del Palermo, nel febbraio del 2013. Inoltre, la cessione del 10% delle azioni societarie del Palermo, come pattuito all'inizio della collaborazione fra Lo Monaco e Zamparini, non è mai stata formalizzata.

#### Messina
Il 5 maggio 2013 il Messina, di cui è proprietario, vince il girone I del campionato di Serie D approdando fra i professionisti in Lega Pro Seconda Divisione. Dopo la seconda promozione consecutiva, nella nuova Lega Pro unica, il 2 luglio 2014 lascia la squadra in polemica con il sindaco Renato Accorinti, reo, secondo Lo Monaco, di aver concesso lo stadio San Filippo a un'agenzia che organizza eventi musicali anziché renderlo a godimento esclusivo della società.
In seguito ci ripensa, ma nel giugno del 2015, dopo la retrocessione in Serie D ai play-out contro la Reggina, lascia il club affermando di aver speso 3 milioni di euro e di non aver ricevuto risposta da parte della città (tifosi e amministrazione) in questi tre anni. Afferma anche che il Messina, essendo una società senza debiti, potrebbe essere ripescato in Lega Pro, versando a fondo perduto 600.000 euro. Lo Monaco lascia così la società in mano al sindaco e dà l'incarico di trovare imprenditori locali affinché il Messina non scompaia nuovamente dal calcio italiano.
Il 22 giugno però ci ripensa ancora e decide di rimanere alla guida del club siciliano con l'idea di fare la domanda di ripescaggio in Lega Pro, ma il giorno seguente Lo Monaco, l'ad Alessandro Failla e il ds Fabrizio Ferrigno ricevono un avviso di garanzia per concorso di frode in competizione sportiva in merito alla presunta combine della partita Messina-Ischia 1-1 del 18 aprile 2015, nell'ambito di un'indagine che ha portato all'arresto, tra gli altri, del presidente del Catania Pulvirenti e del ds degli etnei Delli Carri.
I tre si sarebbero adoperati affinché la gara terminasse con il risultato del vantaggio temporaneo dell'Ischia nel primo tempo e del pareggio finale. Tuttavia i tre usciranno totalmente puliti da tale indagine e nei primi giorni di agosto lo stesso Lo Monaco venderà la società peloritana (riammessa alla fine in Lega Pro in seguito all'allora scandalo calcioscommesse) ad una cordata di imprenditori locali capitanata da Natale Stracuzzi (imprenditore attivo nel settore nautico), con l'aiuto dell'ex giocatore Arturo Di Napoli che ne diverrà allenatore. Negli stessi giorni Lo Monaco viene inibito per 40 giorni "per aver interferito sulla designazione effettuata dal Commissario della CAN PRO, effettuando allo stesso una telefonata alla sua utenza privata", mentre il Messina riceve 4.000 euro di multa.

#### Il ritorno al Catania
Riappacificatosi con il patron Antonino Pulvirenti (ora squalificato per calcioscommesse), il 9 giugno 2016 torna ufficialmente al Catania come Amministratore Delegato e Direttore Generale  e cinque giorni più tardi viene presentato alla stampa con tutta la nuova dirigenza del club etneo che ora si trova in Lega Pro. Il 4 ottobre 2018 viene eletto consigliere federale per la Serie C (ex Lega Pro) con 25 voti.
Il 29 settembre 2020, con la rescissione consensuale del contratto, si chiude anche la sua seconda esperienza dirigenziale tra le file della società rossazzurra.

#### Nuovamente a Messina
Con la promozione dell'Acr Messina in C, il presidente Pietro Sciotto nel luglio 2021 lo nomina direttore generale.
Nel gennaio 2022 lascia definitivamente la società peloritana.

#### L'approdo a Novara
Nel dicembre 2023 affianca l'ex presidente di Trapani e Giarre Marco La Rosa nell'acquisto del Novara in Serie C, detenendone il 25%, nella nuova compagine societaria Lo Monaco ha ricoperto la carica di direttore generale dei novaresi dal suo insediamento fino al 28 novembre 2024, quando viene sollevato dall'incarico.

### Giocatore

#### Competizioni nazionali
- Serie D: 2

Messina: 1973-1974
Vittoria: 1977-1978